# 1183 (szám)
Az 1183 (római számmal: MCLXXXIII) az 1182 és 1184 között található természetes szám.

## A szám a matematikában
A tízes számrendszerbeli 1183-as a kettes számrendszerben 10010011111, a nyolcas számrendszerben 2237, a tizenhatos számrendszerben 49F alakban írható fel.
Az 1183 páratlan szám, összetett szám. Kanonikus alakja 71 · 132, normálalakban az 1,183 · 103 szorzattal írható fel. Hat osztója van a természetes számok halmazán, ezek növekvő sorrendben: 1, 7, 13, 91, 169 és 1183.
Ötszögalapú piramisszám.
Az 1183 negyven szám valódiosztó-összegeként áll elő, ezek közül a legkisebb is nagyobb 10 000-nél.

## Csillagászat
- 1183 Jutta kisbolygó